# Reinhard Hackl
Reinhard Hackl (* 22. Mai 1960 in Leonberg) ist ein deutscher Politiker (Bündnis 90/Die Grünen).
Nach dem Wirtschaftsgymnasium absolvierte Hackl bis 1983 die Ausbildung für den gehobenen nichttechnischen Verwaltungsdienst an der Fachhochschule für öffentliche Verwaltung Stuttgart. Danach wechselte er zum Landratsamt des Landkreises Böblingen.
Hackl wurde 1984 Mitglied der Grünen. Von 1992 bis 2000 war er Abgeordneter im Landtag von Baden-Württemberg, in dem er das Zweitmandat des Wahlkreises Böblingen vertrat. Am 15. Mai 2000 legte er sein Mandat bereits vor Ablauf der 12. Wahlperiode nieder. Für ihn rückte Marianne Jäger nach. Von 2001 bis 2014 war im Vorstand des baden-württembergischen Landesverbands von Mehr Demokratie. Seit 2016 ist er Beauftragter für Menschen mit Behinderung im Landkreis Böblingen.